# Convento de los Agustinos (Huécija)
El convento de los Agustinos es el monumento más importante del municipio de Huécija situado en la provincia de Almería (Andalucía, España) y uno de los mejores ejemplos de arquitectura barroca de la provincia de Almería.

## Características arquitectónicas

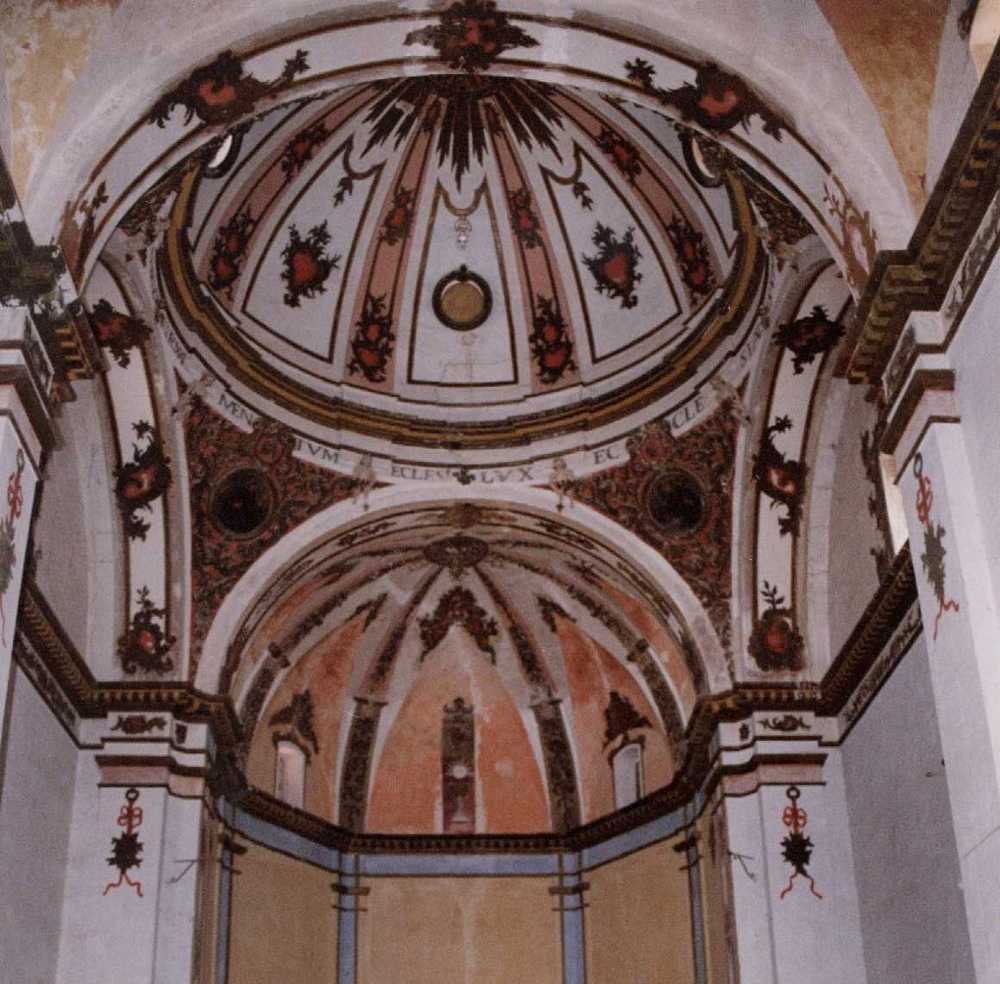
Bóveda de la iglesia del Convento de los Agustinos.

Sus características arquitectónicas lo convierten en uno de los mejores ejemplos de arquitectura barroca dentro de la provincia de Almería, como puede apreciarse en su decoración, que sobre todo abunda en el crucero y la cúpula, y que presenta un amplio repertorio de estucos policromados y motivos pintados. Las portadas, una de entrada junto a la torre y otra en su parte derecha y que da a la plaza, están hechas de madera, y en la primera de ellas destacan los clavos cuyas cabezas son en forma de corazón.
La iglesia es de planta cruciforme, de una sola nave, con capillas en los contrafuertes y galerías sobre éstas, respondiendo a la tipología de las iglesias conventuales. Su nave central está cubierta por una bóveda de cañón con arcos fajones que descansan sobre contrafuertes. estando recortada entre los mismos por lunetos donde se albergan las ventanas.Sobre la bóveda de cañón se constituye la estructura de la cubierta a base de vigas durmientes en los muros junto con las viguetas unidos en tablazón de madera en forma inclinada. La cabecera es de planta poligonal y está cubierta por una bóveda de cinco paños con profundos lunetos. Entre ésta y la bóveda de la nave, existe una cúpula de media naranja sobre pechinas. La parte destinada a sacristía no está bien definida (exinten habitáculos sin saber cual puede ser su utilidad). La decoración interior es primordialmente rococó (siglo VIII) y está construida por estucos y pinturas que revisten pilastras, bóvedas, cúpula etc. Los frisos son decorados y los motivos están realizados en tonos pasteles azules y rosas. Del anillo de la cúpula cuelgan «patty» en bulto redondo, alternados con relieves que suben hasta las pechinas. La superficie de la cúpula, dividida por ocho castillones, está decorada en óculos y motivos pintados en estuco dorado y elegantes marcos, culminando en un grueso elemento pinjante sobre la clave.

## Historia

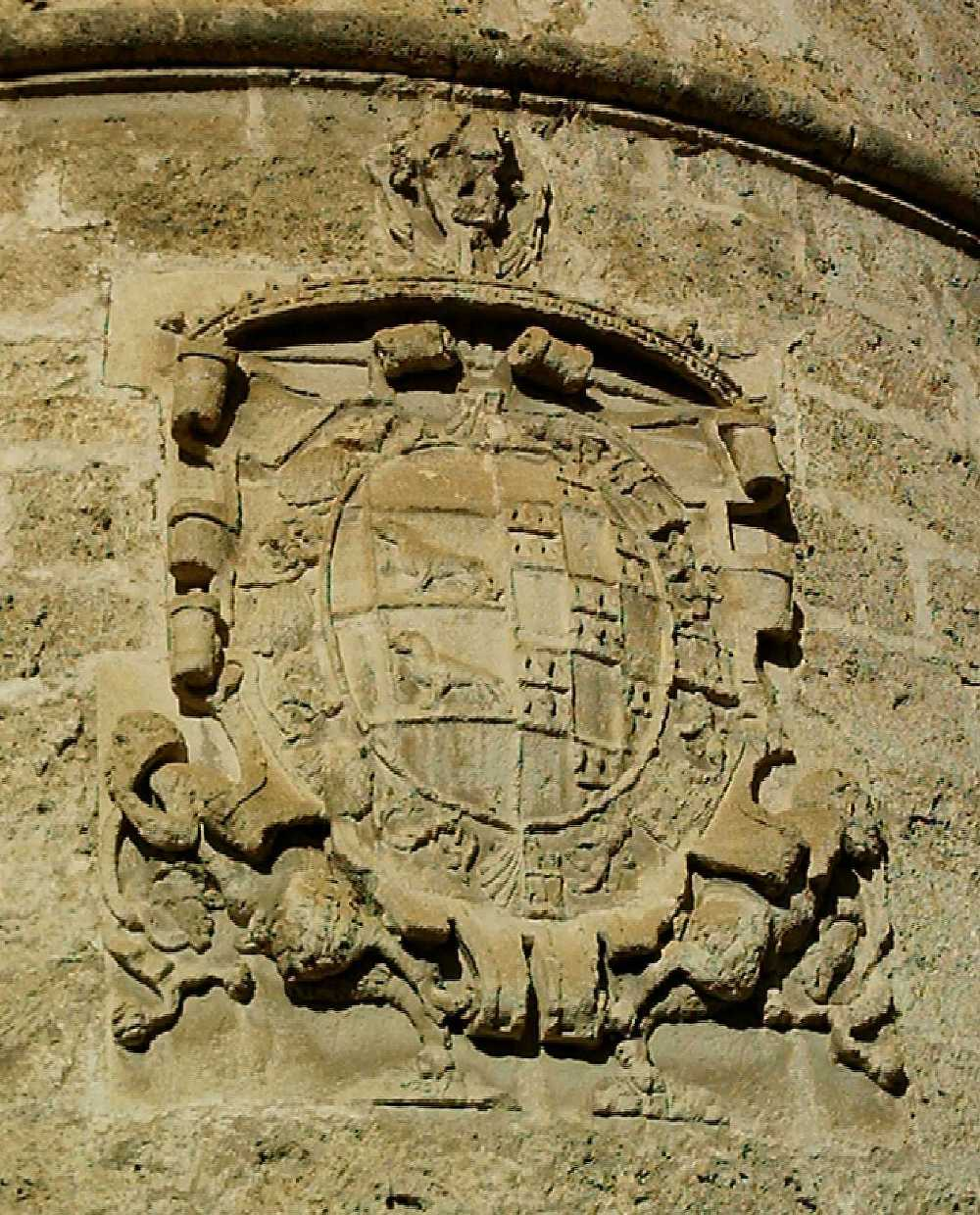
Escudo labrado en piedracon las armas de los Cárdenas (Duque de Maqueda) y los Velasco (Duque de Frías) situado en la torre del convento de los Agustinos.

Este edificio fue fundado por Teresa Enríquez, esposa de Gutiérre de Cárdenas, en 1511 para instruir en la doctrina cristiana a los moriscos que poblaban estas tierras. De la primitiva iglesia, llamada entonces Santa María de la Regla, solo se conserva la torre y la fachada sur. El 22 de septiembre de 1522, un fuerte terremoto destruyó la cubierta y parte de los muros de la antigua iglesia de Santa María de la Regla y en 1568 , con motivo de la rebelión de los moriscos, el convento es asaltado e incendiado pereciendo martirizados los frailes que se encontraban dentro.
No fue hasta 1723 cuando se comenzó a reconstruir la iglesia con un proyecto de Simón López de Rojas, previamente aprobado por Gaspar Cayón, maestro mayor de la Catedral de Guadix. Pero en 1728 las obras fueron suspendidas por disputas entre los Padres Agustinos y Simón López, que desembocó en el abandono de las obras por éste y la introducción de nuevas modificaciones con la intervención del propio Gaspar Cayón. En 1808, con la llegada de las tropas francesas , el convento volvió a vivir momentos trágicos de saqueos y vandalismo, hasta que por Real Decreto de Fernando VII de 24 de junio de 1814 restablecieron al Convento todos sus bienes.
Tras la desamortización, el convento pasó a manos del Estado y su iglesia pasó a ser la parroquia auxiliar del municipio. Durante la segunda mitad del siglo XIX, se construyó sobre la antigua torre-fuerte un cuerpo hexagonal de ladrillo, con chapitel de teja con estructura de madera para ser usado como campanario.
La historia de este monumento cuenta que el edificio fue habilitado como cárcel durante la Revolución de los Coloraos de 1824.
Del antiguo convento, solamente quedan en la parte izquierda exterior del edificio, aunque muy transformados, algunos restos, junto con la antigua torre-fuerte con un gran escudo de los Duques de Maqueda.
Este edificio fue declarado Bien de Interés Cultural con la categoría de Monumento según el Decreto 81/1992 de 19 de mayo de la Consejería de Cultura y Medio Ambiente. Actualmente, su interior está siendo restaurado, intentando recuperar los aspectos más significativos e identificativos de su pasado, tales como pinturas, reconstrucción de aspectos decorativos, restauración de maderas, etc, a través de la financiación de la Consejería de Cultura de la Junta de Andalucía.

### Restauración

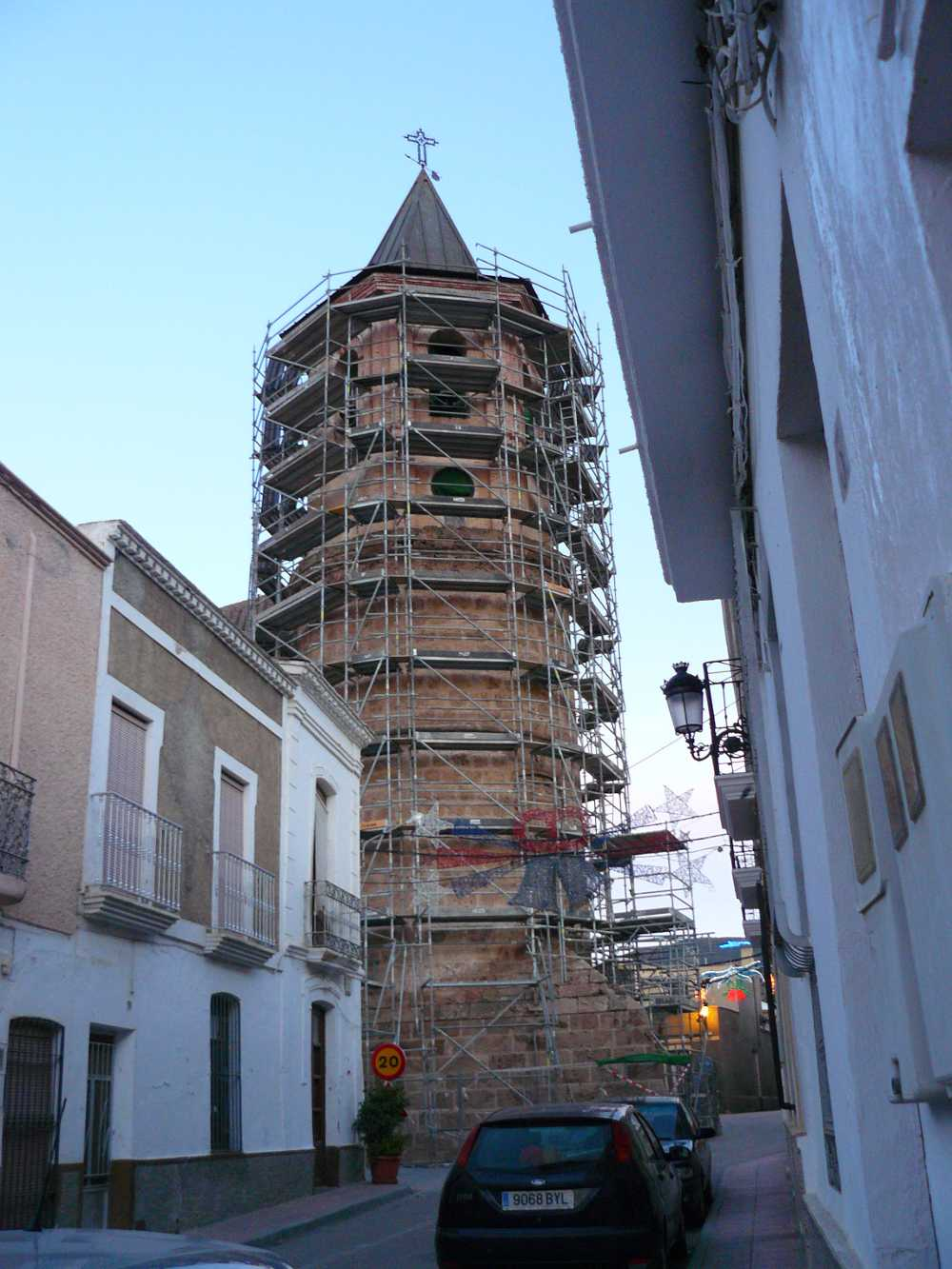
Restauración del Convento de los Agustinos (enero de 2009).

La iglesia del convento está cerrada al culto desde 1984, cuando se comenzó una restauración, que ha estado parada muchos años. La Junta de Andalucía, a través de la Consejería de Cultura, va a invertir más de un millón de euros en la rehabilitación y el acondicionamiento para el uso público y cultural de esta iglesia que presentaba importantes daños.
En las obras de remodelación se van a reparar las grietas y fisuras tanto en las fachadas como en los interiores, así como limpiar, proteger y reponer las fachadas exteriores, las escaleras de conexión con el coro y con la torre. Además se realizarán tratamientos de las humedades en los muros y se abrirán los huecos que fueron cegados a través de su larga historia. También se van a realizar los pavimentos en nave, coro y torre, realización de instalaciones interiores eléctricas, audiovisuales, de protección, carpinterías de madera en puertas y ventanas así como la recuperación de pinturas murales y elementos ornamentales originales.